# Georg Reinhold Palmstruch (1686–1757)
Georg Reinhold Palmstruch, född 13 augusti 1686 i Riga, död 13 augusti 1757 i Stockholm, var en svensk militär.
Georg Reinhold Palmstruch var son till kapten Martin Palmstruch och Anna Hedvig Elisabet Grothusen. Han blev volontär vid Österbottens regemente 1701, rustmästare där 1702 och erhöll avsked från tjänsten 1703. Samma år blev Palmstruch förare vid Carl Fredrik von Mengdens lettiska lantmilisregemente, erhöll avsked därifrån 1705 och samma år fältväbel vid Hälsinge regemente. Han deltog 1701 i blockaden av Riga, övergången av Düna och det därpå följande slaget, och i slaget vid Gemauerthof. År 1706 blev Palmstruch fänrik vid Hälsinge regemente och 1708 löjtnant där. Han deltog även i slaget vid Lesna, där han förde regementsfanan, men efter att ha blivit skjuten i bröstet tvingades han lämna över fanan till en annan person. Palmstruch fortsatte dock att delta i striden och fick ett nytt sår i benet och ett annat på ryggen, och blev kvar bland de döda och sårade på slagfältet. Han försökte senare ta sig till kungens armé, men misslyckades. Palmstruch lyckades istället ta sig tillbaka till Mitau där han vårdades för sina skador. År 1709 blev han regementskvartermästare och senare samma år kapten vid Hälsinge regemente, 1712 befordrades han till major. Palmstruch deltog även i slaget vid Gadebusch och kapitulationen i Tönningen 6 maj 1713, då han blev dansk krigsfånge, men lyckades fly och återkom till Sverige i december 1714. Han deltog i norra arméns inmarsch i Norge 1718 och blev samma år generaladjutant vid armén i Jämtland. I september 1718 ledde Palmstruch försvaret av passet Långsten. År 1719 tog han avsked ur armén, fick 1720 generaladjutants avsked  och 1722 överstes karaktär. Palmstruch trädde 1734 i tjänst hos Stanisław I Leszczyński som överste för grands mousquetaires och förde befälet i Danzigs utanverk vid stadens belägring under året med blev fången då staden kapitulerade. Han blev 1736 överstelöjtnant vid Tavastehus läns infanteriregemente och var 1743–1757 överste och chef för Västerbottens regemente. Palmstruch blev 1751 generalmajor av infanteriet. Han blev riddare av Svärdsorden samma år.